# Dustin Barca
Pour les articles homonymes, voir Barca.
Dustin Barca est un surfeur professionnel américain né le 10 février 1982 à Maui à Hawaï.